# Stundisten
Stundisten (russisch штундисты Schtundisty; ukrainisch штундисти Schtundysty) ist die in Russland und Ukraine übliche Bezeichnung für freikirchliche Gemeinschaften.

## Etymologie
Der Begriff Stundisten ist von dem deutschen Wort Stunde abgeleitet, das sich in vielen Veranstaltungsangeboten pietistisch bzw. freikirchlich geprägter Kreise findet. Bei den Stundisten bezeichnet das Wort „Stunde“ insbesondere die Bibelstunde, die gemeinsame Bibellesung. Weitere Beispiele sind die Kinderstunde, die Frauenstunde, die Jugendstunde, die Gebetsstunde, die Gemeindestunde und die Missionsstunde. Auch der Gemeindegottesdienst wird häufig schlicht als die Stunde genannt.
Die Bezeichnung Stundisten entspricht dem schweizerdeutschen Begriff Stündeler. Sie war zunächst Schimpfwort und wurde später als Geusenwort zur Eigenbezeichnung.

## Geschichte
Die stundistische Bewegung entstand unter anderem durch den Kontakt orthodoxer Russen und anderer slawischer Völker mit vom Pietismus geprägten deutschen Einwanderern, vor allem im Süden Russlands wie beispielsweise unter den Bessarabiendeutschen oder auch unter den Russlandmennoniten in der Ukraine. Als Saisonarbeiter in diesen Kolonien kamen sie mit der Bibel- und Gebetsstunde, der zentralen Wochenversammlung der Russlanddeutschen, in Berührung und adaptierten diese.
In den russischen Heimatdörfern führten die Gebetsstunden zu heftigen Konflikten mit der orthodoxen Geistlichkeit, so dass die Stundisten aus den orthodoxen Gemeinden ausgeschlossen wurden.
Den Ausschlüssen folgte als Gegenreaktion die Ablehnung der orthodoxen Liturgie und Tradition seitens der Stundisten. Die Bibel wurde für sie die einzig gültige Richtschnur für Leben und Lehre. Psalmengesang, Bibelauslegung und das freie Gebet spielten fortan in den Versammlungen der Stundisten eine herausragende Rolle.

## Bedeutung
Die Stundisten gelten in Russland als älteste freikirchliche Gemeinschaft, die aus Russen besteht. Während Ausländern und Kolonisten von zarischer Seite schon früh Religionsfreiheit eingeräumt wurde, war es Russen, Weißrussen, Ukrainern und anderen slawischen Völkern im zaristischen Russland bis zum Toleranzedikt von 1905 verboten, einer anderen als der russisch-orthodoxen Kirche anzugehören.
Die 1909 in Sankt Petersburg gegründete evangelische Freikirche der Evangeliums-Christen führte viele stundistische Gemeinden zusammen. In der Sowjetzeit mussten diese sich mit den russischen Baptisten, Mennoniten und Pfingstgemeinden zu den Evangeliumschristen-Baptisten zusammenschließen. Über die Rückwanderung von Russlanddeutschen Ende des 20. Jahrhunderts entstanden auch in Deutschland entsprechende Gemeinden.